# 壽倉雅
壽倉 雅（すくら みやび、1995年〈平成7年〉11月3日 - ）は、日本の脚本家、劇作家である。愛知県刈谷市出身。
2016年（平成28年）YouTubeドラマ『きゅんドラ #58』で脚本家デビュー（本編公開は2017年1月）。以降、YouTube、ラジオドラマ、テレビドラマなどで脚本家としての活動を行う。

## 経歴
物心ついたころから、ドラマや物語が好きで、小学4年生の時に、国語の授業を行った担任が、単元作品『夏のわすれもの』を朗読した際に涙を流した姿を見たことがきっかけで、「文字だけで人を泣かせたり、笑わすなんてすごい」と興味をもちはじめ、創作活動をスタートさせる。
愛知県立一色高等学校を卒業後、2014年（平成26年）に名古屋コミュニケーションアート専門学校（現 名古屋デザイン&テクノロジー専門学校）総合デザイン科シナリオライター専攻へ入学。在学時は、学園祭や制作展、新入生歓迎会の実行委員等を行い、「学校生活をどうエンジョイするかを考えていた」という生活を送る。また、在学中からフリーペーパーでのインタビュー記事やコラム・小説連載といったライターとしての活動をスタートさせる。
2016年（平成28年）、自主映画チームで映画制作を行った際、カメラマンや監督の経験をしていたメンバーの紹介で、YouTubeドラマ『きゅんドラ #58』で脚本家デビュー。（本編公開は2017年1月）
2018年（平成30年）5月、チバテレ放送の深夜ドラマ『ブラックモノローグ』で、地上波の脚本執筆に初挑戦。
2024年（令和6年）1月、活動名義を『壽倉雅』と改名。
2025年（令和7年）7月、自らが代表を務める、業界ハラスメントの撲滅を目標とする任意団体『エンタメ業界におけるハラスメント防止の会』を設立。
2025年（令和7年）7月、オフィシャルグッズのネット通販を開始。また同時期に、『壽倉雅事務所』を運営母体とする『すくらグループ』として、オンラインスクールとして小説や脚本等を教える『すくらオンラインライティングスクール』、ISDNを取得した文芸誌・文庫本・雑誌等の紙媒体及び電子書籍の販売を行う『すくら出版』を新事業として立ち上げる。
2025年（令和7年）8月1日、過去に手掛けた脚本を寄せ集めたシナリオ雑誌『ただ、紡ぐ。』を発売予定。

## 人物
影響を受けた脚本家に、橋田壽賀子、倉本聰、向田邦子、平岩弓枝、山田太一、宮藤官九郎、三谷幸喜、中島丈博、浅野妙子を挙げている。
名前の由来は、幼少期に視聴して釘付けになったドラマの脚本を担当し、影響を受けた脚本家の中でも尊敬をしているという橋田壽賀子と倉本聰から、それぞれ一文字ずつあやかっている。
学生時代から国語の授業が好きで、成績は国語と家庭科が良かった。逆に体育は、「体育」という文字を連絡帳を書くだけで拒絶反応が起き、高校三年時には体力テストで学年最下位になったぐらい苦手であった。それ故に、体を動かすことをあまり好まず、インドアとアウトドアの差が激しい。本人曰く、普段鉛筆以上に重たいものは持たないとのこと。
演劇経験があり、そのおかげで舞台の脚本が書けるようになった。
タッチタイピングが特技であることからパソコンで原稿を打つの作業は早いものの、尊敬する脚本家の影響を受けて、原稿を手書きで書くこともある。また、原稿用紙は200字詰めが良いと言う。

## 主な作品

### テレビドラマ
- ブラックモノローグ（2018年、チバテレ）
- 木陰の女たち（2019年、チバテレ）

### YouTubeドラマ
- きゅんドラ
  - （#58）「お花屋さん」（2017年）
  - （#69）「まかない」（2017年）
- ザ・ムーブ
  - （#24）「スカッと 華麗なる逆転劇」（2018年）
  - （#25）「忘れられない人」（2018年）

### 配信映画
- ピースオブマッドシティ（2017年制作・2023年公開、Amazon Prime）

### ミュージックビデオ（構成担当）
- ゆーちゃそ王子「これからも…」（2016年）
- ココロリポート「#MVココロ日記」（2018年 - 2019年） - 共同脚本
  - （#5）「chocolate 〜忘れられない恋の歌〜」（2018年）
  - （#6）「girl's talk〜女子会〜」（2018年）
  - （#7）「蜂蜜ブンブ〜女の知的なズルさと甘さ〜」（2019年）
  - （#8）「真夜中パラドックス〜失恋song〜」（2019年）
  - （#9）「金魚鉢〜大切な人を想う歌〜」（2019年）
  - （#10）「home」（2019年）

### ラジオドラマ
- ホンマルラジオ内妄想ノトビラ「不本意ワンナイト」（2021年）
- デートDV啓発ラジオドラマ「これって、DVかも？」（2021年）

### 舞台
- 声優朗読会「忠臣蔵 吉良上野介義央公物語〜運命を背負った男〜」（2022年）

### その他
- 市民防災ドラマ「ぼくらが救った命〜市民トリアージ」（2019年）